# Meovv
Meovv (thường được viết cách điệu là MEOVV, viết tắt của "My Eyes Open VVide"; tiếng Hàn: 미야오, Romaja: Miyao) là một nhóm nhạc nữ Hàn Quốc thuộc The Black Label. Nhóm gồm 5 thành viên: Sooin, Gawon, Anna, Narin và Ella. Họ ra mắt vào ngày 6 tháng 9 năm 2024 với đĩa đơn kỹ thuật số Meow.

## Lịch sử

### Quá trình hình thành trước khi ra mắt
Vào tháng 2 năm 2024, những bức ảnh của các thực tập sinh từ The Black Label, được đồn đoán là thành viên của nhóm nhạc nữ sắp ra mắt của công ty, đã lan truyền trực tuyến. Những bức ảnh đáng chú ý bao gồm biên đạo múa Bailey Sok, diễn viên nhí kiêm người mẫu Ella Gross và Moon Seoyoon, cháu gái của chủ tịch Shinsegae Lee Myunghee. Moon Seoyoon sau đó được cho là đã rời khỏi nhóm. Vào ngày 6 tháng 2, The Black Label thông báo rằng họ đang có kế hoạch ra mắt một nhóm nhạc nữ mới vào nửa đầu năm 2024.
Vào ngày 16 tháng 8, The Black Label đã ra mắt tài khoản SNS cho nhóm nhạc nữ sắp ra mắt MEOVV của họ. 
Từ ngày 21 tháng 8 đến ngày 29 tháng 8, năm thành viên của nhóm đã được tiết lộ thông qua phương tiện truyền thông xã hội, bắt đầu với Ella , tiếp theo là Gawon , Sooin , Anna và Narin.

### 2024-nay: Chính thức ra mắt với Meow
Vào ngày 2 tháng 9, The Black Label đã phát hành đoạn giới thiệu nhóm, tiết lộ rằng MEOVV sẽ ra mắt vào ngày 6 tháng 9 với đĩa đơn kỹ thuật số Meow 
Vào ngày 18 tháng 11, MEOVV đã tiếp tục tung MV "Toxic" và bài hát "BODY". Đánh dấu sự trở lại của nhóm sau 2 tháng ra mắt.

## Thành viên
- Chú thích: Không công bố nhóm trưởng

| Nghệ danh | Nghệ danh | Nghệ danh | Tên khai sinh       | Tên khai sinh      | Tên khai sinh              | Tên khai sinh | Tên khai sinh       | Ngày sinh         | Nơi sinh                        | Quốc tịch |
| Latinh    | Hangul    | Kana      | Latinh              | Hangul             | Kana                       | Hanja         | Hán việt            | Ngày sinh         | Nơi sinh                        | Quốc tịch |
| Sooin     | 수인      | スイン    | Kim Sooin           | 김수인             | キム・スイン               | 金秀仁        | Kim Tú Nhân         | 12 tháng 4, 2005  | Daegu, Hàn Quốc                 | Hàn Quốc  |
| Gawon     | 가원      | ガウォン  | Lee Gawon           | 이가원             | イ・ガウォン               | 李嘉元        | Lý Gia Nguyên       | 27 tháng 4, 2005  | New Jersey, Hoa Kỳ              | Hàn Quốc  |
| Gawon     | 가원      | ガウォン  | Chloe Lee           | 클로이 리          | イ・ガウォン               | 李嘉元        | Lý Gia Nguyên       | 27 tháng 4, 2005  | New Jersey, Hoa Kỳ              | Hoa Kỳ    |
| Anna      | 안나      | アンナ    | Tanaka Anna         | 타나카 안나        | タカナ・アンナ             | 田中 杏奈     | Điền Trung Hạnh Nại | 17 tháng 11, 2005 | Toyama, Nhật Bản                | Nhật Bản  |
| Narin     | 나린      | ナリン    | Na Rin              | 나 린              | ナリン                     | 罗隣          | La Lâm              | 15 tháng 8, 2007  | Seoul, Hàn Quốc                 | Hàn Quốc  |
| Ella      | 엘라      | エラ      | Ella McKenzie Gross | 엘라 맥켄지 그로스 | エラ・マッケンジー・グロス | 罗妃          | La Phi              | 1 tháng 12, 2008  | Los Angeles, California, Hoa Kỳ | Hàn Quốc  |
| Ella      | 엘라      | エラ      | Ella McKenzie Gross | 엘라 맥켄지 그로스 | エラ・マッケンジー・グロス | 罗妃          | La Phi              | 1 tháng 12, 2008  | Los Angeles, California, Hoa Kỳ | Hoa Kỳ    |
| Ella      | 엘라      | エラ      | Nabi                | 나비               | エラ・マッケンジー・グロス | 罗妃          | La Phi              | 1 tháng 12, 2008  | Los Angeles, California, Hoa Kỳ | Đức       |

## Danh sách đĩa nhạc

### Đĩa đơn
| Tiêu đề | Năm  | Thứ hạng cao nhất | Thứ hạng cao nhất | Thứ hạng cao nhất | Thứ hạng cao nhất | Thứ hạng cao nhất | Thứ hạng cao nhất | Thứ hạng cao nhất | Album                    |
| Tiêu đề | Năm  | KOR               | JPN Heat.         | MLY Intl.         | NZ Hot            | SGP Reg.          | US World          | WW Excl. US       | Album                    |
| ------- | ---- | ----------------- | ----------------- | ----------------- | ----------------- | ----------------- | ----------------- | ----------------- | ------------------------ |
| "Meow"  | 2024 | 38                | 4                 | 17                | 20                | 11                | 10                | 120               | Đĩa đơn không phải album |
| "Toxic" | 2024 | 190               |                   |                   |                   |                   |                   |                   | Đĩa đơn không phải album |
| "Body"  | 2024 |                   |                   |                   |                   |                   |                   |                   | Đĩa đơn không phải album |

## Video âm nhạc
| Năm  | Tên bài hát                | Đạo diễn     |
| ---- | -------------------------- | ------------ |
| 2024 | "Meow"                     | Han Samin    |
| 2024 | "Toxic"                    | Roh Sangyoon |
| 2024 | "Body" (Performance Video) | Roh Sangyoon |

## Giải thưởng và đề cử
| Lễ trao giải       | Năm  | Hạng mục                               | Đề cử / Tác phẩm | Kết quả   | Tham khảo |
| ------------------ | ---- | -------------------------------------- | ---------------- | --------- | --------- |
| MAMA Awards        | 2024 | Nghệ sĩ của năm                        | Meovv            | Đề cử     | [ 13 ]    |
| MAMA Awards        | 2024 | Nghệ sĩ nữ mới xuất sắc nhất           | Meovv            | Đề cử     | [ 13 ]    |
| MAMA Awards        | 2024 | Fans' Choice Female Top 10             | Meovv            | Đề cử     | [ 13 ]    |
| MAMA Awards        | 2024 | Nghệ sĩ triển vọng được yêu thích nhất | Meovv            | Đoạt giải | [ 13 ]    |
| Melon Music Awards | 2024 | Nghệ sĩ mới xuất sắc nhất              | Meovv            | Đề cử     | [ 14 ]    |

## Chương trình âm nhạc

### M Countdown
| Năm  | Ngày       | Bài hát    | Điểm |
| ---- | ---------- | ---------- | ---- |
| 2025 | 8 tháng 5  | "HANDS UP" | —    |
| 2025 | 15 tháng 5 | "HANDS UP" | 7075 |